# Kaple Božího těla (Jilemnice)
Kaple Božího těla je pseudobarokní zděná kaple čtvercového půdorysu s vybranými nárožími, pocházející z počátku 20. století. Nachází se v Jilemnici v ulici Roztocká.

## Historie
Na místě kaple původně stál filiální kostel Božího těla. Ten je zakreslen na Grauparově mapě z doby kolem roku 1770, jako převýšená zděná podélná stavba obklopená hřbitovní zdí. Kostel stával při pravém břehu potoka Jilemný (dnes Jilemka), jihovýchodně od města a západně od nádraží. Kostel byl zbořen v roce 1803, hřbitov u něj zrušen v roce 1811 a roku 1818 jej proťala nová silnice. Na místě zaniklého kostela byl zakreslen na mapě stabilního katastru kříž. Po těchto událostech zbyla na místě jen provizorní dřevěná zvonička.
Zvon dřevěné zvoničky pukl v roce 1902, což zadalo důvod k výstavbě důstojnějšího místa. Nová kaple byla postavena v roce 1903 jilemnickým stavitelem Josefem Pošepným na návrh architekta Viktora Rosenberga. Náklady na stavbu čítaly 1626 Korun a 90 haléřů, přičemž velká část nákladů byla pokryta dary občanů. Například jistý Višňák slíbil zdarma kámen i s dovozem, Petr Šimek daroval písek, štukování provedl zdarma jistý Mlejnek. Kaple byla vysvěcena 5. června 1904.
Dne 18. června 2017 byl zvon v kapli automatizován a od té doby zvoní v poledne a v 18 hodin klekání. Instalaci automatického elektrického zvonění inicioval a financoval Jiří Machek, práce provedla olomoucká rodinná firma Elektrozvon.

## Současnost
Každý rok je u kaple Božího těla v neděli po slavnosti Těla a Krve Páně sloužena za doprovodu dechové hudby poutní mše svatá. Je jedinou jilemnickou kapličkou u které nebyla tato tradice nikdy přerušena.

## Zasvěcení
Kaple nemá svého svatého patrona, ale je zasvěcena jednomu z nejvýznamnějších římskokatolických svátků, slavnosti Těla a Krve Páně, známější pod kratším názvem Boží tělo. Pro tento svátek je typický liturgický průvod, dodnes živě provozovaný např. na Moravě nebo v Polsku. Je to pokračování tradice po zbořeném kostelíku Božího těla.

## Popis

### Vnější
Kaple je čtvercová zděná stavba s vykrojenými nárožími. Střecha je konická s vystouplým jehlancovým zakončením se zvoničkou a křížem na špici. Střecha je krytá bobrovkami, zvonička naopak plechem. Hlavní průčelí se vstupem s jednoduchým pískovcovým ostěním je orientováno do ulice. Před vstupem stojí dvě vzrostlé lípy. Nad vstupem je nápis ve štukové kartuši: 
SpasiteLI
MoDLÍCÍCh
oChraňuj! 
Na severozápadním a jihovýchodním průčelí je jedno okno se štukovou šambránou a zvýrazněným klenákem a vitráží dělenou na zkosené čtvercové pole.

### Vnitřní
Obraz nad obětním oltářem (Ježíš s kalichem a chlebem) pro kapli namaloval akademický malíř František Karel Hron z Prahy, který v Jilemnici rád pobýval. Cena obrazu byla 100 Korun a zaplatil ji jilemnický radní Krause.